# Huave (popolo)

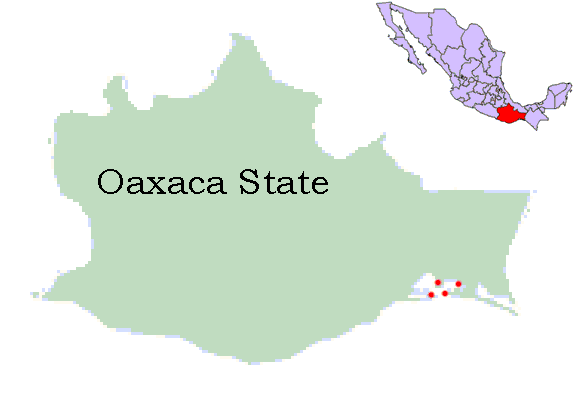
Posizione dei centri Huave rispetto allo stato di Oaxaca

Gli Huave sono un popolo indigeno del Messico. L'endonimo preferito dagli stessi è Ikoots, (il pronome declinato alla prima persona plurale inclusiva). Abitano principalmente in cinque villaggi sulla costa dell'istmo di Teheuantepec in Messico, nello stato di Oaxaca: San Mateo del Mar, Santa María del Mar, San Dionisio del Mar e San Francisco del Mar.
La storia del popolo Huave è marcata dalla loro graduale perdita di terreni a favore delle comunità Zapoteche in seguito alla rivoluzione messicana.

## Lingua
La lingua Huave (chiamata ombeayiüts dai suoi parlanti) è declinata in quattro dialetti, non sempre mutualmente intelligibili tra loro, ciascuno legato ad un insediamento Huave. i quattro dialetti, nonostante siano state avanzate diverse teorie riguardo al loro rapporto con le lingue Maya, sono considerati un isolato linguistico. L'ombeayiüts è considerata una lingua a rischio di estinzione, ma negli ultimi anni le comunità Huave hanno portato avanti diversi progetti di rivitalizzazione linguistica, dall'uso nelle stazioni radiofoniche all'uso nelle scuole bilingui.